# Hayhurstia atriplicis
Hayhurstia atriplicis är en insektsart som först beskrevs av Carl von Linné 1761.  Hayhurstia atriplicis ingår i släktet Hayhurstia och familjen långrörsbladlöss. Arten är reproducerande i Sverige.

## Underarter
Arten delas in i följande underarter:
- H. a. atriplicis
- H. a. chenopodii